# Новоузенка (Северо-Казахстанская область)
Новоузенка (каз. Новоузенка) — упразднённое село в Есильском районе Северо-Казахстанской области Казахстана. Входило в состав Корнеевского сельского округа. Исключено из учётных данных в 2024 году.
Код КАТО — 594249300.
Западнее села находится пересыхающее озеро Олжабай.

## Население
В 1999 году население села составляло 603 человека (294 мужчины и 309 женщин). По данным переписи 2009 года, в селе проживало 204 человека (101 мужчина и 103 женщины).

## История
Село основано в 1909 году немецкими переселенцами из Новоузенского уезда (откуда и название) Самарской губернии.